# Earls Colne
Earls Colne is een civil parish in het bestuurlijke gebied Braintree, in het Engelse graafschap Essex met 3693 inwoners.

## Galerij

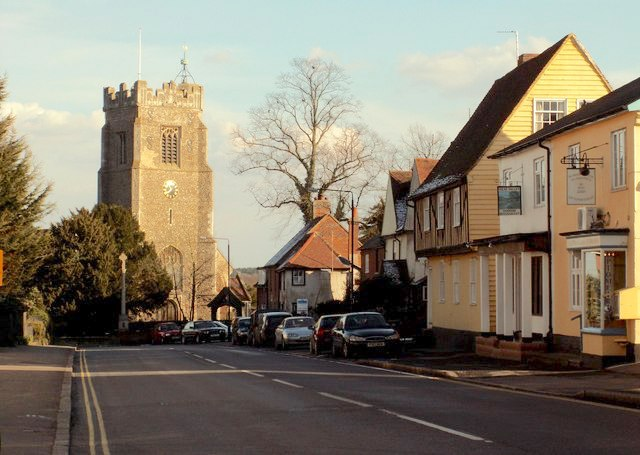
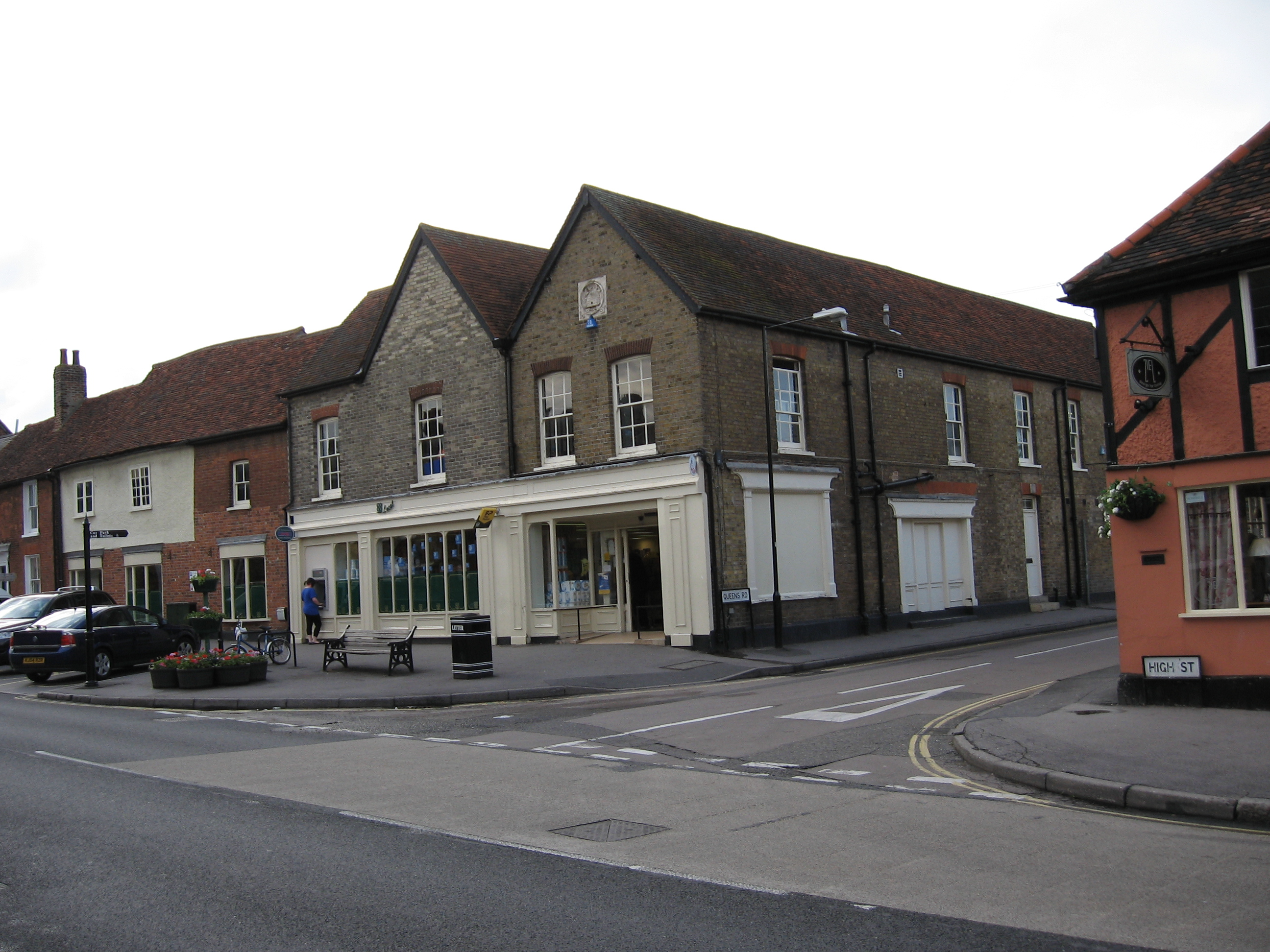
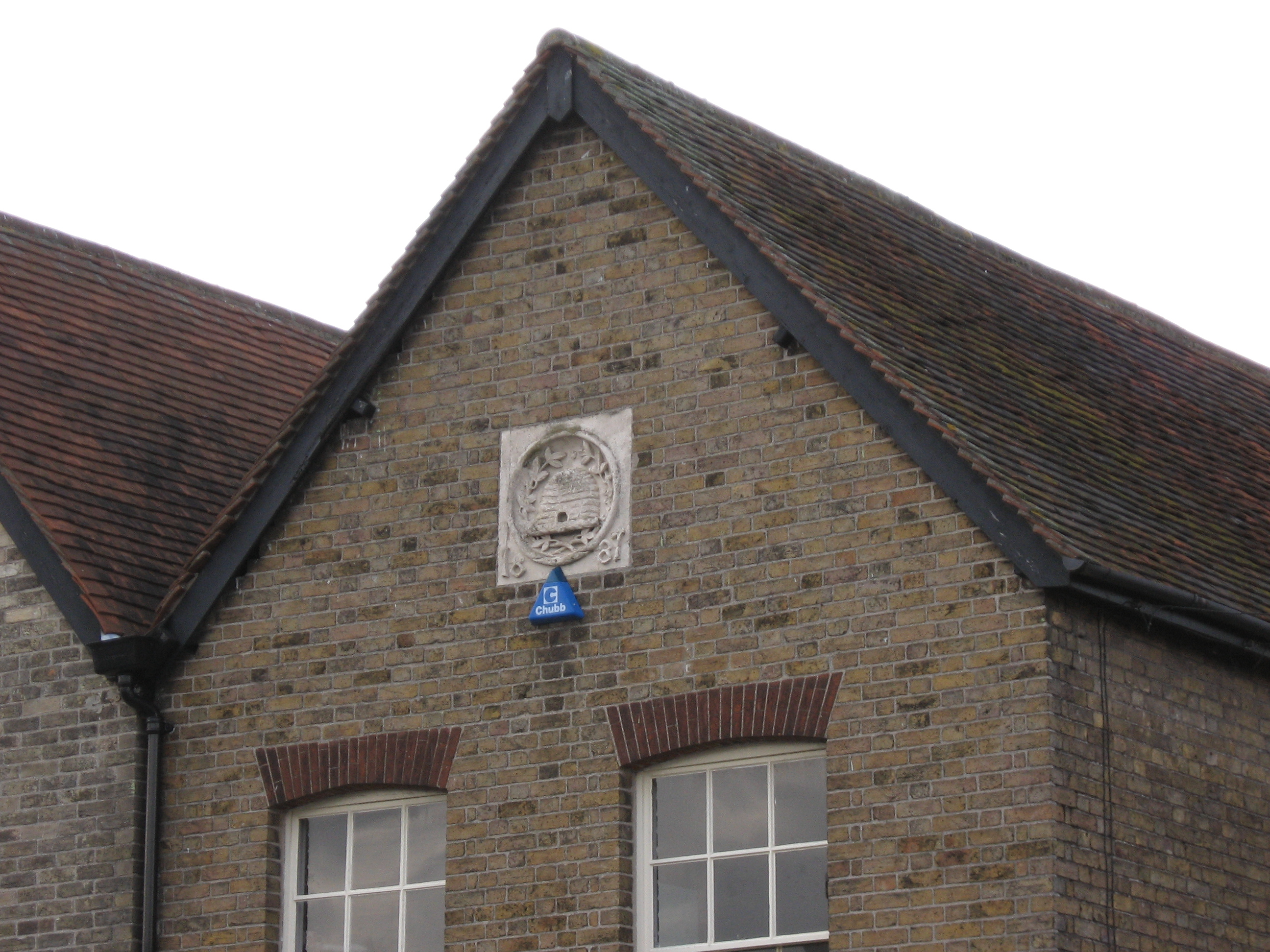
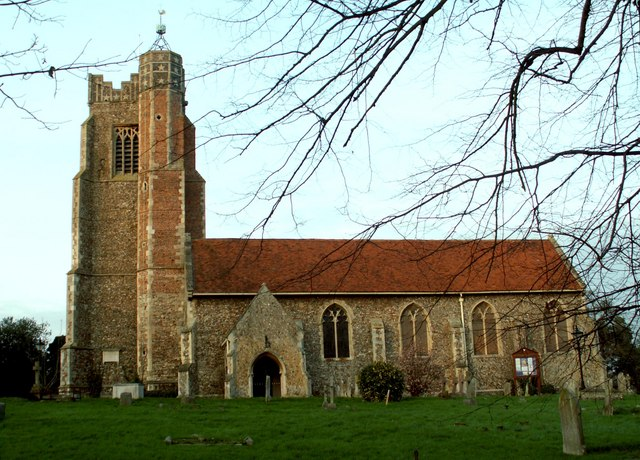